# Eria ignea
Eria ignea är en orkidéart som beskrevs av Heinrich Gustav Reichenbach. Eria ignea ingår i släktet Eria och familjen orkidéer. Inga underarter finns listade i Catalogue of Life.